# مرکز آموزش کشاورزی مهاباد و پادگان
مرکز آموزش کشاورزی مهاباد و پادگان یک منطقهٔ مسکونی در ایران است که در دهستان مکریان شمالی واقع شده‌است. مرکز آموزش کشاورزی مهاباد و پادگان ۱۳۶ نفر جمعیت دارد.